# USS Midway (CV-41)
USS Midway (CV-41)  fue un portaaviones de la Armada de los Estados Unidos, el líder de su clase y lleva este nombre en honor a la batalla de Midway. Asignado una semana después del final de la Segunda Guerra Mundial, el Midway fue el barco más grande del mundo hasta 1955, así como el primer buque de guerra estadounidense demasiado grande para transitar el canal de Panamá. Un diseño del casco revolucionario, basado en los planeados acorazados clase Montana, le dio una mejor maniobrabilidad que los portaaviones anteriores. 
Estuvo en servicio durante 47 años, entrando en acción en la Guerra de Vietnam y siendo el buque insignia en el golfo Pérsico en 1991 durante la Operación Tormenta del Desierto. Fue dado de baja en 1992 y actualmente es un buque museo en San Diego, California, es el único portaaviones estadounidense que queda de la época de la Segunda Guerra Mundial que no es un clase Essex.

## Armamento
Durante sus tres periodos de servicio el USS-Midway fue equipado con muy variado armamento esta es una lista de las armas que empleó:
1. 1945: 18 de 5/54 pulgadas (127 mm), 84 de 40 mm y 28 de 20 mm.
2. 1950: 14 de 5/54 pulgadas (127 mm) y 40 de 3/50 pulgadas (76,2 mm).
3. 1957: 10 de 5/54 pulgadas (127 mm) y 22 de 3/50 pulgadas (76,2 mm).
4. 1961: 10 de 5/54 pulgadas (127 mm).
5. 1963: 4 de 5/54 pulgadas (127 mm).
6. 1970: 3 de 5/54 pulgadas (127 mm).
7. 1985: 2 lanzadores Mk-25 para Sea Sparrow, 2 Phalanx CIWS Mk-15.

## Incidentes
El CV-41 estuvo involucrados en múltiples accidentes entre ellos:
1. 23/7/1951, Atlántico occidental. Un avión F9F-2 asignado al Centro de Prueba Aéreo-naval se estrella en el Midway cuando intentaba aterrizar a bordo. Afortunadamente, el impacto de la separó la cabina del fuselaje y puso a salvo en la cubierta de vuelo al piloto de pruebas, CDR George C. Duncan, que sólo sufrió heridas leves.
2. 11/11/1951, Atlántico occidental. Un F9F-2 asignado a VF-21 no alcanza los cables de frenada en la toma. Sin embargo, el avión se libera y choca con otros cuatro F9Fs estacionados más adelante en la cubierta de vuelo y posteriormente se cae por la borda al Atlántico, arrastrando otro F9F con él. El accidente causó un incendio en la cubierta de vuelo que mató a un capitán avión y quemaduras graves otros dos marineros. El piloto de la F9F estrellado, Teniente E. W. Keegan, sobrevivió al accidente.
3. 31/5/1978, Puerto de Yokosuka, Japón. El USS Midway sufre un incendio que se origina en el sistema de ventilación; rápidamente se propaga a través de las tomas de la 3ª caldera en la segunda cubierta y termina en el colector principal de absorción. La causa del incendio se cree que fue una soldadura en un sistema de ventilación conteniendo una niebla fina de fuelóleo que se incendió y propagó.
4. 03/6/1987, Pacífico oriental. Un misil AIM-9M Sidewinder cae de un F/A-18A del VFA 192 mientras el avión está aterrizando en la cubierta de vuelo del USS Midway. El misil se desliza a lo largo de la cubierta y cae en el océano. No se informaron heridos.

Si bien no son todos son algunos de los más importantes.